# MX Aircraft MXS
 (septembre 2013).
Si vous disposez d'ouvrages ou d'articles de référence ou si vous connaissez des sites web de qualité traitant du thème abordé ici, merci de compléter l'article en donnant les références utiles à sa vérifiabilité et en les liant à la section « Notes et références ».
Le MX Aircraft MXS est un avion de voltige de compétition en fibre de carbone conçu et produit par la société américaine MXR Technologies, devenue MX Aircraft, en Caroline du Nord. La société MX Aircraft est maintenant basée à Jandakot, Australie-Occidentale.

## Histoire
Le projet MXS débuta en 2001 et le premier vol eut lieu en 2003. Le MXS-R est utilisé dans le Championnat du monde Red Bull de course aérienne.
Cet avion a ensuite été développé spécifiquement pour les compétitions de voltige aérienne de niveau mondial en version monoplace MXS et biplace MX2. Priorité est alors donnée à la rapidité et la précision des évolutions par rapport aux avions de course optimisés pour la vitesse. Le taux de roulis maximum revendiqué est de 420°/s.
La cellule et les ailes sont entièrement faits de fibre de carbone. La mécanique proposée est la gamme de moteur Lycoming 6 cylindres expérimentaux AEIO-540 de 260 à 350 ch.
Le MX2 est arrivé 2e au championnat du monde de voltige advanced 2010. L'appareil n'est pas certifié.

## Modèles

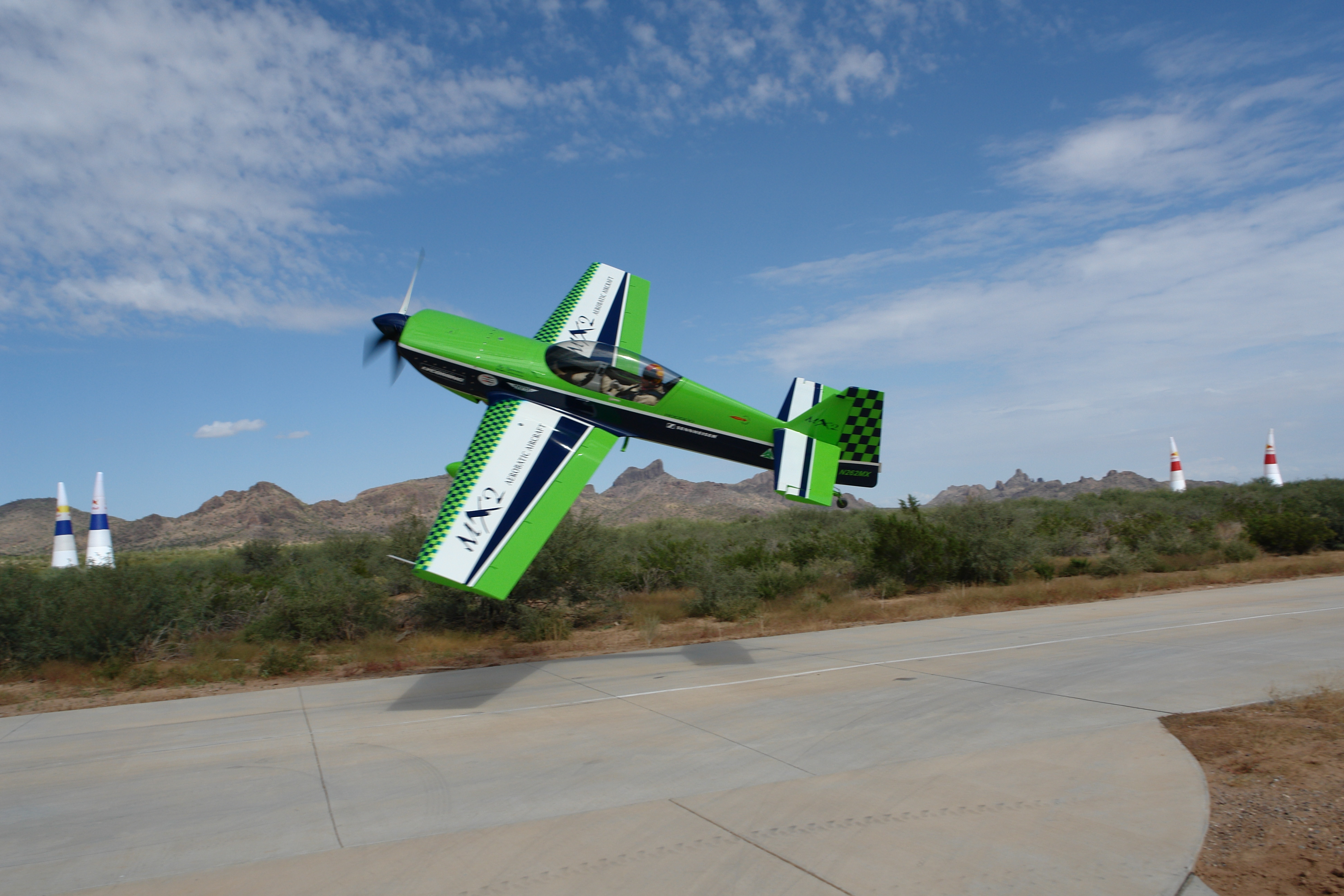
MX2 biplace

MXS
Monoplace
MXS-R
Monoplace pour les courses aériennes
MX2
Biplace

## Avions équivalents
- Extra 300
- CAP 232
- XtremeAir XA41
- Zivko Edge 540